# Hoplomachus thunbergii
Hoplomachus thunbergii – gatunek pluskwiaka z podrzędu różnoskrzydłych i rodziny tasznikowatych (Miridae). Jedyny polski przedstawiciel rodzaju Hoplomachus.

## Budowa ciała
Owad ma ciało długości od 3,6 do 4,4 mm o kształcie krępym i owalnie wydłużonym. Ciało o barwie brązowej, czasem lekko pomarańczowej z czarnym owłosieniem. Półpokrywy w jaśniejsze pasy.

## Tryb życia
Pluskwiak ten jest ciepłolubny i preferuje murawy kserotermiczne. Imagines pojawiają się od czerwca do lipca. Zimują jaja. Posiada jedno pokolenie rocznie.

## Występowanie
Owad ten występuje w większej części Europiy oraz w Maroku, Algierii, krajach kaukaskich i Turcji. Występuje także w Polsce.